# Minardi PS02
A Minardi PS02 egy Formula–1-es versenyautó, amelyet a Minardi csapat tervezett és versenyeztetett a 2002-es Formula–1 világbajnokságban. Pilótái a két újonc Alex Yoong és Mark Webber voltak, előbbit két versenyen Anthony Davidson helyettesítette.

## Áttekintés
Az autó főtervezője Gabriele Tredozi volt, Loic Bigois közreműködésével, aki a tönkrement Prost csapattól igazolt át. A csapatnak lehetősége volt intenzíven használni a szélcsatornát, így az elődmodell PS01-hez képest előrelépés volt. Az autók a Minardi saját gyártmányú titániumházas váltóját kapták meg, a felfüggesztést pedig nyomódudasról vonórudasra cserélték. A motort az Asiatech szolgáltatta, amely a Peugeot korábban befejezett motorprogramját vitte tovább.
A PS02-est 2002 februárjában mutatták be először, Kuala Lumpurban - azért éppen itt, mert a sportág első maláj versenyzője, Alex Yoong a csapattal debütált.
Az idény remekül kezdődött: Webber a hazai versenyén az ötödik helyen ért célba, rögtön két pontot szerezve, ami három év után a csapat első pontszerzése volt. Ez volt azonban a csapat az évi fénypontja, ezután csak balszerencsés események történtek. Rengetegszer estek ki a versenyből különféle okokból kifolyólag, és ezek egy része az Asiatech motorok meghibásodásához volt köthető. Alex Yoong háromszor is képtelen volt arra, hogy a versenyre történő kvalifikációhoz szükséges 107 százalékos időt megfussa, ezért "önbizalomerősítő szabadságra" küldték két futam erejéig, ameddig Anthony Davidson helyettesítette. Davidson mindkét versenyen kiesett, így ez sem segített a csapaton.
A spanyol nagydíjon egyik autó sem vett részt. Gyártási hiba miatt Webber szárnya tönkrement az időmérő edzés alatt, Yoong pedig akkora balesetet hozott össze, hogy belengették a piros zászlót. Ugyan az éjszaka során a szerelők lázasan dolgoztak, hogy mindkét autót megjavítsák, és ennek érdekében még új szárnyat is próbáltak hozatni Faenzából, Paul Stoddart csapattulajdonos úgy döntött, hogy inkább visszalépteti a csapatát a hétvégétől.
A Minardi az egész idényben kétségbeejtő anyagi helyzetben volt. Stoddart még az idény elején perre ment a francia bíróságon, nehogy eladják a tönkrement Prost Grand Prix csapatát Tom Walkinshaw-nak, csak azért, hogy biztosítsa saját csapatának a televíziós közvetítésekért járó jogdíjat. Augusztusban a hírek szerint megpróbálta eladni a Minardit egy konzorciumnak, de ebből végül semmi nem lett. Stoddart saját cége, az European Aviation is pocsék helyzetbe került, emellett három szponzort is be kellett perelnie nemfizetés miatt, Yoong pedig az elmaradt bérét követelte rajtuk.

## Eredmények
| Év   | Csapat              | Motor         | Gumik | Pilóták          | 1   | 2   | 3   | 4   | 5   | 6   | 7   | 8   | 9   | 10  | 11  | 12  | 13  | 14  | 15  | 16  | 17  | Pontok | Helyezés |
| ---- | ------------------- | ------------- | ----- | ---------------- | --- | --- | --- | --- | --- | --- | --- | --- | --- | --- | --- | --- | --- | --- | --- | --- | --- | ------ | -------- |
| 2002 | KL Minardi Asiatech | Asiatech AT02 | M     |                  | AUS | MAL | BRA | SMR | ESP | AUT | MON | CAN | EUR | GBR | FRA | GER | HUN | BEL | ITA | USA | JPN | 2      | 9.       |
| 2002 | KL Minardi Asiatech | Asiatech AT02 | M     | Alex Yoong       | 7   | KI  | 13  | NK  | NI  | KI  | KI  | 14  | KI  | NK  | 10  | NK  |     |     | 13  | KI  | KI  | 2      | 9.       |
| 2002 | KL Minardi Asiatech | Asiatech AT02 | M     | Anthony Davidson |     |     |     |     |     |     |     |     |     |     |     |     | KI  | KI  |     |     |     | 2      | 9.       |
| 2002 | KL Minardi Asiatech | Asiatech AT02 | M     | Mark Webber      | 5   | KI  | 11  | 11  | NI  | 12  | 11  | 11  | 15  | KI  | 8   | KI  | 16  | KI  | KI  | KI  | 10  | 2      | 9.       |

† - nem fejezte be a futamot, de rangsorolták, mert teljesítette a versenytáv 90 százalékát